# فرد کهل
فرد کهل (به انگلیسی: Fred Kahele) شناگر اهل کشور ایالات متحده آمریکا است.